# Georg Schlenker
Georg Schlenker – as lotnictwa niemieckiego Luftstreitkräfte z 14 potwierdzonymi zwycięstwami w I wojnie światowej.

## Życiorys
Wstąpił do wojska na ochotnika przed wybuchem wojny. 8 lipca 1915 roku został skierowany do Fliegerersatz Abteilung Nr. 7, a w grudniu 1915 został przydzielony do Kagohl 4. We wrześniu 1916 roku został promowany do stopnia podporucznika i skierowany do eskadry myśliwskiej Jagdstaffel 3. Pierwsze zwycięstwo odniósł 7 stycznia 1917 roku. Łącznie latając w eskadrze pod dowództwem najpierw Alfreda Mohra, a później Hermanna Kohze odniósł 7 potwierdzonych zwycięstw.
6 września po śmierci pierwszego dowódcy Jagdstaffel 41 por. Maximiliana Zeiglera, Georg Schlenker został mianowany dowódcą jednostki 3 września 1917 roku. Obowiązki swe pełnił do 30 września 1918 roku. W tym czasie odniósł następnych siedem zwycięstw. 30 września w czasie walki został poważnie ranny. Udało mu się wylądować. Po leczeniu już nie powrócił do jednostki. Dalsze jego losy nie są znane.

## Odznaczenia
- Królewski Order Rodu Hohenzollernów – czerwiec 1917
- Krzyż Żelazny I Klasy
- Krzyż Żelazny II Klasy